# فريدريك ميلتون
فريدريك ميلتون (بالإنجليزية: Frederick Milton) هو سباح بريطاني، ولد في 2 أكتوبر 1906 في لندن في المملكة المتحدة، وتوفي في أغسطس 1991 في Cirencester ‏ في المملكة المتحدة.

## روابط خارجية
- فريدريك ميلتون على موقع أوليمبيديا (الإنجليزية)